# Vactrain

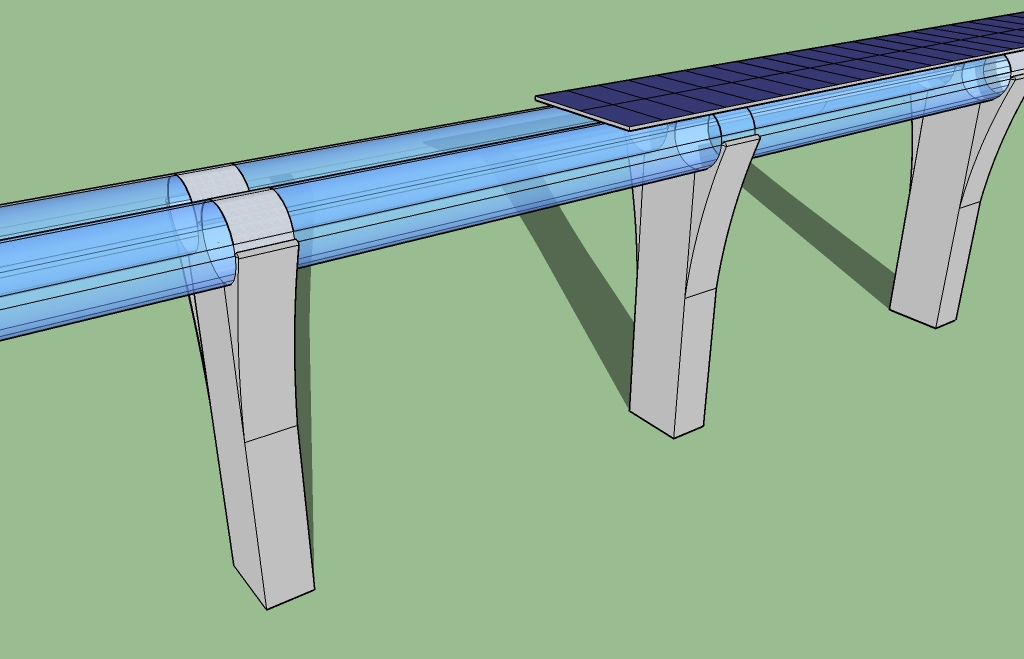
Système Hyperloop tel que présenté par Elon Musk.

Un vactrain (ou train à tubes à vide) est un concept proposé pour le transport ferroviaire à très grande vitesse.
Il s'agit d'une ligne maglev (lévitation magnétique) utilisant des tubes ou tunnels partiellement évacués. La réduction de la résistance à l’air pourrait permettre aux trains d'aspirateurs de circuler à des vitesses très élevées (hypersonique) avec une puissance relativement faible, allant jusqu’à 6 400 à 8 000 km/h. Cette vitesse correspond à 5 à 6 fois la vitesse du son dans l’atmosphère terrestre au niveau de la mer. Les vactrains peuvent utiliser la gravité pour aider à leur accélération, comme dans un train de gravité. Si ces trains atteignent les vitesses prévues, ils pourraient dépasser les avions en tant que mode de transport public le plus rapide au monde.

## XVIIIesiècle
En 1799, George Medhurst de Londres a conçu et breveté un chemin de fer atmosphérique qui pouvait transporter des personnes ou des marchandises par des tubes sous pression ou évacués. Les premiers chemins de fer atmosphériques et les systèmes de transport pneumatique par tubes (comme le Dalkey Atmospheric Railway) comptaient sur la vapeur pour la propulsion[réf. nécessaire].

## XIXesiècle
En 1893, Michel Verne, fils de Jules Verne, a imaginé un système de transport par tubes pneumatiques sous-marins qui pourrait propulser une capsule passagers à des vitesses allant jusqu’à 1 800 km/h sous l’océan Atlantique (un tunnel transatlantique) dans une courte histoire appelée Un Express de l'avenir.

## XXesiècle
Le vactrain proprement dit a été inventé par Robert Goddard lorsqu'il était étudiant de première année à Worcester Polytechnic Institute aux États-Unis en 1904. Goddard a ensuite affiné l’idée dans une publication de 1906 appelée Le pari à grande vitesse qui a été résumée et publiée dans un éditorial scientifique américain en 1909 appelé La limite du transit rapide. Esther, sa femme, a obtenu un brevet américain pour le vactrain en 1950, cinq ans après sa mort.
En 1909, le professeur russe Boris Weinberg [ru] a construit le premier modèle au monde de sa version proposée du vactrain à l’Université polytechnique de Tomsk,. Il publie plus tard un concept de vactrain en 1914 dans le livre Motion without friction (airless electric way).
En 1955, l'écrivain de science-fiction polonais Stanislas Lem, dans son roman La nébuleuse de Magellan, a décrit un vactrain intercontinental appelé organowiec se déplaçant dans un tube transparent à une vitesse supérieure à 1 666 km/h. Plus tard en avril 1962, le vactrain apparaît dans l’histoire Mercenary de Mack Reynolds, où il mentionne un Vacuum Tube Transport.
Au cours des années 1970, Robert M. Salter, un éminent défenseur du vactrain, a publié une série d’articles d’ingénierie élaborés.
Une interview de Robert Salter est parue dans le Los Angeles Times (11 juin 1972). Il a discuté en détail de la facilité relative avec laquelle le gouvernement des États-Unis pourrait construire un système de navette à tube en utilisant les technologies disponibles à ce moment-là. La lévitation magnétique étant mal développée à l’époque, il a proposé des roues en acier. La porte de la chambre au tube serait ouverte, et assez d’air admis derrière pour accélérer le train dans le tube. La gravité accélérerait davantage le train au départ jusqu'au niveau de croisière. S’élevant du niveau de croisière, le train à l’arrivée ralentirait en comprimant l’air raréfié devant lui, qui serait ventilé. Les pompes aux gares compenseraient les pertes dues au frottement ou à la fuite d’air autour des bords du train, le train lui-même ne nécessitant aucun moteur. Cette combinaison du train à gravité modifié (peu profond) et de la propulsion ferroviaire atmosphérique consommerait peu d'énergie, mais limiterait le système à des vitesses subsoniques, On a donc proposé des routes initiales de dizaines ou de centaines de milles plutôt que des distances transcontinentales.
Les trains ne devaient pas avoir besoin d'attelages, chaque wagon étant directement soudé, boulonné ou autrement solidement relié au suivant, l'itinéraire ne nécessitant pas plus de flexion que la flexibilité de l'acier pourrait facilement supporter. À la fin de la ligne, le train était déplacé latéralement dans la chambre d’extrémité du tube de retour. Le chemin de fer aurait à la fois un tube évacué intérieur et un tunnel extérieur. À la profondeur de croisière, l’espace entre les deux aurait assez d’eau pour flotter le tube à vide, adoucissant le trajet.
Une route traversant la mégalopole du Nord-Est a été tracée, avec neuf stations, une à Washington DC, Maryland, Delaware, Pennsylvanie, New York, Rhode Island, Massachusetts, et deux dans le Connecticut.
À partir de la fin des années 1970 et du début des années 1980, le métro Swissmetro a été proposé pour tirer parti de l’invention du maglev expérimental allemand Transrapid et fonctionner dans de grands tunnels soumis à une pression équivalente à une altitude de 21 000 m, similaire à celle où le Concorde SST était certifié pour voler[réf. nécessaire].
Dans les années 1980, Frank P. Davidson, fondateur et président du projet de tunnel sous la Manche, et l’ingénieur japonais Yoshihiro Kyotani [ja] ont abordé les problèmes transocéaniques avec une proposition de poser un tube au-dessus du plancher océanique, ancré avec des câbles (tunnel flottant submergé). Le tube de transit resterait au moins 300 m sous la surface de l’océan pour éviter la turbulence de l’eau[réf. nécessaire].
Le 18 novembre 1991, Gerard K. O'Neill a déposé une demande de brevet pour un système de vactrain. Il a appelé la société qu’il voulait former VSE International, pour la vitesse, le silence et l’efficacité. Il a nommé le concept lui-même : le vol magnétique. Les véhicules, au lieu de courir sur une paire de pistes, serait élevé en utilisant la force électromagnétique sur une seule piste dans un tube (aimants permanents dans la piste, avec des aimants variables sur le véhicule) et propulsé par des forces électromagnétiques à travers des tunnels. Il a estimé que les trains pourraient atteindre des vitesses allant jusqu’à 4 000 km/h – environ cinq fois plus vite qu’un avion de ligne à réaction – si l’air était évacué des tunnels. Pour obtenir de telles vitesses, le véhicule accélère pendant la première moitié du voyage, puis ralentit pendant la deuxième moitié du voyage. L’accélération devait être au maximum de la moitié de la force de gravité. O'Neill a prévu de construire un réseau de stations reliées par ces tunnels, mais il est mort deux ans avant que son premier brevet sur elle ait été accordé.

## XXIesiècle
James R. Powell, ancien co-inventeur du maglev supraconducteur dans les années 1960, a mené depuis 2001 l’étude d’un concept d’utilisation d’un vactrain maglev pour le lancement spatial (théoriquement deux ordres de grandeur moins coût marginal que les fusées actuelles), où la proposition de Startram aurait des véhicules pouvant atteindre de 14 300 à 31 500 km/h dans un tunnel d’accélération (longue à limiter les forces g), envisager de percer dans la calotte glaciaire de l’Antarctique pour des dépenses prévues plus faibles que dans la roche.
ET3 prétend avoir réalisé certains travaux qui ont abouti à un brevet sur « la technologie de transport par tubes évacués » qui a été accordé en 2009. Ils ont présenté leur idée 2013 sur la scène publique.
Elon Musk, CEO de Tesla et SpaceX, porte un intérêt particulier pour le concept de vactrain sous le terme Hyperloop. Un accord a été signé en 2017 pour codévelopper une ligne d’hyperboucle entre Séoul et Busan en Corée du Sud.
TransPod est une entreprise canadienne qui conçoit et fabrique des technologies et des véhicules de transport par tubes à très haute vitesse. Les véhicules de transport sont conçus pour circuler à plus de 1 000 km/h entre les villes en utilisant une propulsion entièrement électrique et sans avoir besoin de combustibles fossiles. Contrairement au concept du vactrain hyperboucle, le système Transpod utilise des champs électromagnétiques mobiles pour propulser les véhicules avec une lévitation stable hors de la surface inférieure, plutôt que de l'air comprimé. En septembre 2017, Transpod a publié une publication scientifique à comité de lecture dans la revue Procedia Engineering. L’article a été présenté lors de la conférence Easd Eurodyn 2017 et présente la physique du système Transpod[réf. nécessaire].